# Stephen Stills
Stephen Stills (ur. 3 stycznia 1945 w Dallas) – amerykański muzyk folk-rockowy, wokalista i gitarzysta, znany ze swych występów w grupach Buffalo Springfield i Crosby, Stills and Nash oraz z kariery solowej.
W 2003 został sklasyfikowany na 28. miejscu listy 100 najlepszych gitarzystów wszech czasów magazynu Rolling Stone.

## Dyskografia solowa
- They Call Us Au Go Go Singers (z the Au Go Go Singers), 1964
- Super Session (z Alem Kooperem i Mikiem Bloomfieldem), 1968
- Stephen Stills, 1970 (Jimi Hendrix gościnnie w „Old Times, Good Times[3]”)
- Stephen Stills 2, 1971
- Manassas (z Manassas), 1972
- Down the Road (z Manassas), 1973
- Stills, 1975
- Stephen Stills Live, 1975
- Still Stills: the Best of Stephen Stills, 1976
- Illegal Stills, 1976
- Long May You Run (z Neilem Youngiem), 1976
- Thoroughfare Gap, 1978
- Right By You, 1984
- Stills Alone, 1991
- Turnin' Back the Pages, 2003
- Man Alive!, 2005
- Just Roll Tape, 2007
- Jimi Hendrix & Stephen Stills – Basement Tapes (z Jimim Hendrixem)